# 帕拉迪克
帕拉迪克（法語：Palladuc，法語發音：[paladyk]）是法国多姆山省的一个市镇，位于该省东北部，属于蒂耶尔区。

## 地理
帕拉迪克（45°54'17"N, 3°37'42"E）面积13.35 平方千米，位于法国奥弗涅-罗讷-阿尔卑斯大区多姆山省，该省份为法国中南部省份，北起阿列省接壤，东临卢瓦尔省，南至上盧瓦爾省和康塔爾省，西接科雷兹省和克勒兹省。
与帕拉迪克接壤的市镇（或旧市镇、城区）包括：拉瓦讷、迪罗勒河畔塞勒、拉莫讷里勒蒙泰勒、迪罗勒河畔圣雷米、圣维克托蒙维亚内。

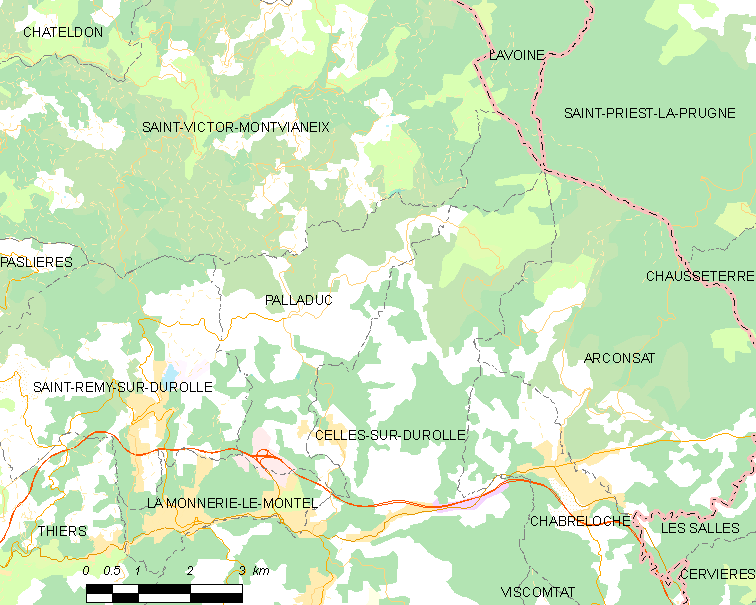
帕拉迪克的OSM定位图

帕拉迪克的时区为UTC+01:00、UTC+02:00（夏令时）。

## 行政
帕拉迪克的邮政编码为63550，INSEE市镇编码为63267。

## 政治
帕拉迪克所属的省级选区为蒂耶尔县。

## 人口

1962-2008年间帕拉迪克人口变化图示

帕拉迪克于2022年1月1日时的人口数量为520人。